# معتز هوساوی
معتز هوساوی (انگلیسی: Motaz Hawsawi؛ زادهٔ ۱۷ فوریهٔ ۱۹۹۲) یک ورزشکار اهل عربستان سعودی است.
از باشگاه‌هایی که در آن بازی کرده‌است می‌توان به باشگاه فوتبال الاهلی عربستان سعودی و تیم ملی فوتبال عربستان سعودی اشاره کرد.
وی همچنین در تیم‌های ملی فوتبال Saudi Arabia U-20 Saudi Arabia بازی کرده‌است.